# Villásszarvasok
A villásszarvasok (Hippocamelus) az emlősök (Mammalia) osztályának párosujjú patások (Artiodactyla) rendjébe, ezen belül a szarvasfélék (Cervidae) családjába és az őzformák (Capreolinae) alcsaládjába tartozó nem.

## Rendszerezésük és rendszertani besorolásuk
A nembe az alábbi 2 élő faj tartozik (az élő fajok mellett 2 feltételezett fosszilis fajt is számon tartanak):
- perui villásszarvas (Hippocamelus antisensis) (d'Orbigny, 1834)
- chilei villásszarvas (Hippocamelus bisulcus) (Molina, 1782) - típusfaj

A 2008-ban végzett genetikai kutatások azt mutatták, hogy a két villásszarvasfaj nem is közeli rokona egymásnak; sőt a perui villásszarvas egy külön, önálló nembe kéne áthelyezni. Hogy ez megtörténjen, további kutatások kellenek.
Brazíliában, Uruguayban és Argentínában rátaláltak egy fosszilis szarvasfélére, melyet Hippocamelus sulcatus-nak neveztek el; ez az állat a mai fajoktól eltérően nem a hegységekben, hanem inkább az alföldeken élt, körülbelül 1,5-0,5 millió évvel ezelőtt, azaz a pleisztocén kor közepén és vége felé. A mai fajokkal való rokonsági kapcsolata még nem tisztázott. Egy másik fosszilis faj, a Hippocamelus percultus; ezt a bolíviai Andokban találták meg, és körülbelül 40-20 ezer évvel ezelőtt élhetett. Meglehet, hogy a perui villásszarvas egyenes őse.

### Fordítás
- Ez a szócikk részben vagy egészben  a   Hippocamelus című angol Wikipédia-szócikk ezen változatának fordításán alapul.  Az eredeti cikk szerkesztőit annak laptörténete sorolja fel. Ez a jelzés csupán a megfogalmazás eredetét és a szerzői jogokat jelzi, nem szolgál a cikkben szereplő információk forrásmegjelöléseként.